# Monumento a la Solidaridad (Valparaíso)
El Monumento a la Solidaridad fue un monumento escultórico chileno hecho con un revestimiento de cobre ubicado a un costado del edificio del Congreso Nacional de Chile, en el bandejón central de la Avenida Argentina en la comuna de Valparaíso, en la región homónima. Fue diseñado por el escultor chileno Mario Irarrázabal.
Durante las protestas llevadas a cabo por el Estallido Social del 18 de octubre de 2019, el monumento fue incendiado, lo que ocasionó su riesgo de derrumbe.
El 23 de abril de 2024, tras años intentando repararlo, la municipalidad de Valparaíso comenzó la demolición del Monumento a la Solidaridad luego que un informe diera cuenta el riesgo inminente de caída y desprendimiento de parte de la estructura.

## Historia
El monumento, que fue financiado por la compañía cuprífera estatal Codelco, fue llamado a licitación para su creación a fines de 1991, adjudicándose la ejecución de la obra, el diseño del escultor chileno Mario Irarrázabal Covarrubias. La obra fue ejecutada en 1994, para ser finalmente inaugurada el 10 de enero de 1995.
El 29 de febrero de 2020, el monumento sufrió dos incendios consecutivos en la parte superior, el primero en la madrugada y el segundo durante el transcurso de la mañana, siendo ambos siniestros combatidos por el Cuerpo de Bomberos de Valparaíso.
Luego de un informe de la Dirección de Operaciones de la Municipalidad de Valparaíso que evidenció el peligro de caída del monumento, los trabajos de desarme y remoción comenzaron el 24 de abril de 2024.

## Iconografía
La escultura de arte moderno, es representada por la unión de cuatro pilares metálicos con la forma de cables de cobre, que entrelazados entre sí, aumentan su diámetro en la medida que van ascendiendo en sus 12 metros de altura. En su iconografía, representa una alegoría a la participación del trabajo en equipo de la nación por el progreso y desarrollo, así como también a la unión de un hombre con una mujer para crear vida y así reproducir la especie humana.